# 샹샹 (대왕판다)
샹샹(香香, シャンシャン, 2017년 6월 12일 ~ )은 일본 도쿄도 다이토구의 우에노 동물원에서 자연 교배에 의해 출생한 암컷 대왕판다이다. 부친은 리리이고, 모친은 신신이다.
2021년 6월 23일에 탄생한 이 동물원 최초의 쌍둥이 대왕판다인 수컷의 샤오샤오(暁暁)와 암컷의 레이레이(蕾蕾) 등은 샹샹의 동생 남매들로, 남매 중에서 오빠가 샤오샤오, 여동생이 레이레이이다.

## 중국 반환 관련
샹샹이 2017년 처음 출생했을 때 푸바오보다 50g이 더 적은 147g의 몸무게에서 시작하였으며, 29년 만에 도쿄도에서 태어난 대왕판다로, 푸바오가 빠르게 출산한 것과는 달리 샹샹은 도쿄에서 태어난 판다로, 일본의 넘버원 대왕판다로 눈길을 끌었다. 그러나 원래는 만 24개월이 경과되는 시점인 2019년에 중국으로 돌아가야 했으나, '일본에서 좀 더 있으면 안될까?'라는 일본의 수많은 시민들의 요구와 함께 COVID-19 이슈 등을 이유로 중국 반환이 계속 연기되자 샹샹의 나이가 갓 5살이 넘어갔기 때문이다. 그래서 2년 전에 뒤따라 태어난 샹샹의 남매 동생들이 있어, 일본 내 샹샹 가족들의 마음을 달랠 수 있도록 관람객 및 팬들과 계속 이어졌던 것으로 보인다. 다만, 일본에서 중국으로 떠나게 되는 샹샹의 마지막 관객을 초청했을 때 경쟁률이 무려 70:1을 뚫었지만, 만나는 시간은 겨우 1~2분 밖에 되지 않는 것으로 보인다.

## 특이 사항
- 이종사촌인 아이바오의 딸인 푸바오와는 5촌 조카 관계이고 5촌 조카인 푸바오의 엄마인 아이바오의 이종사촌 관계이다.
- 별명으로는 '일본 국민 판다'와 '샹샹 공주' 등 2가지의 별명을 가지고 있다.
- 푸바오와 마찬가지로 잉잉의 자손으로 분류하며, 실질적으로는 잉잉의 외손녀이다.

## 같이 보기

### 일반 주제
- 우에노 동물원
- 대왕판다

### 가족
- 푸바오(5촌)
- 루이바오(5촌)
- 아이바오(이종사촌)